# Albrecht von Hohenfels
Albrecht I von Hohenfels (? - 12 januari 1355) was verkozen prins-bisschop van Eichstätt van 1344 tot 1351 en daarna wereldlijk bestuurder van datzelfde prinsbisdom van 1351 tot 1353. Hij overleed in 1355 en ligt begraven in de kathedraal van Eichstätt.

## Bisschop
Albrecht von Hohenfels was oorspronkelijk afkomstig uit Regensburg, meer bepaald de laag-adellijke familie (ministerialen) von Hohenfels. Zijn religieuze carrière begon in de kathedraal van Regensburg als capitular en curator. Vooraleer hij overkwam naar Eichstätt, studeerde hij eerst aan de universiteit van Bologna (1309). Hij kwam aan in Eichstätt in 1323, waar hij een aantal functies bekleedde tot hij in 1344 verkozen werd tot bisschop, na de dood van zijn voorganger Heinrich von Reicheneck.
Hoewel hij de gekozen bisschop was, had hij nooit een hoge wijding ontvangen, waardoor hij niet door de paus werd bevestigd. Bovendien had Albrecht zich aangesloten bij de controversiële keizer Lodewijk IV van het Heilige Roomse Rijk, die hij tot diens dood trouw bleef. Door zijn steun aan de keizer verkreeg hij onder meer de heerlijkheid Greding.
Albrecht breidde het bezit van het bisdom gevoelig uit, onder meer met Obereichstätt en het kasteel van Holzingen. Hij slaagde er ook in om van de opvolger van Lodewijk IV, Karel IV, een privilege te bekomen waarbij het kathedraalkapittel niet meer onder de wereldlijke rechtspraak viel. Hij plaatste ook de Eichstättse joden onder diens bescherming, hoewel hij de inwoners van Eichstätt ook vrijstelling van straf gaf na een anti-joodse pogrom in 1349. In 1345 bevestigde hij ook de stichting van het klooster in Pillenreuth.
Naast zijn bisschoppelijke plichten, trad hij ook regelmatig op als rechter in religieuze disputen.

## Wereldlijk bestuurder
In 1351 kwam er een eind aan Albrechts episcopaat, toen paus Clemens VI het diocees Eichstätt toekende aan Berthold von Zollern, die de steun had van keizer Karel IV. Men bereikte een overeenkomst, waarbij de wereldlijke zaken werden overgedragen aan Albrecht, terwijl Berthold zich louter bezighield met de religieuze zaken. Dit gebeurde in 1352. Nauwelijks een jaar later, in 1353, trok Albrecht zich terug, waarbij het vruchtgebruik kreeg van een aantal van de kastelen van het bisdom.
Albrecht overleed op 12 januari 1355 en werd begraven in de kathedraal van Eichstätt. Hij werd door het kapittel jaarlijks gevierd.